# Strato germinativo
Nell'anatomia umana lo strato germinativo (detto anche basale perché ne costituisce la base) è uno strato dell'epidermide la cui funzione è quella di produrre cellule

## Anatomia
Si tratta della parte più profonda dell'epidermide, sotto lo strato chiamato spinoso.

## Funzionalità cellulare
Le cellule che costituiscono lo strato basale sono posizionate in un'unica fila, hanno forma cubica con nucleo ovale e citoplasma basofilo e soprattutto sono cellule staminali dotate di intensa attività proliferativa. Presentano sulla superficie basale emidesmosomi che le ancorano al derma sottostante.